# Helcon
Helcon is een geslacht van insecten uit de orde vliesvleugeligen (Hymenoptera) en de familie schildwespen (Braconidae).

## Soorten
- H. albus Chou & Hsu, 1998
- H. angustator Nees, 1812
- H. annulicornis (Cameron, 1905)
- H. anuphrievi Tobias, 1967
- H. claviventris Wesmael, 1835
- H. clerodendroni Sharma, 1984
- H. fulvipes Cresson, 1865
- H. heinrichi Hedqvist, 1967
- H. klebsi (Brues, 1933)
- H. laruti Sharma, 1984
- H. nunciator (Fabricius, 1793)
- H. punctatus Sharma, 1984
- H. reticulatus Sharma, 1984
- H. rufithorax (Turner, 1918)
- H. rufus (Kieffer, 1911)
- H. rugidorsalis (Turner, 1919)
- H. sinuatus Tobias, 1967
- H. tardator Nees, 1812
- H. texanus Cresson, 1872
- H. tricolor Watanabe, 1931
- H. yezonicum Watanabe, 1931
- H. yukonensis (Ashmead, 1889)